# ドイツの政治

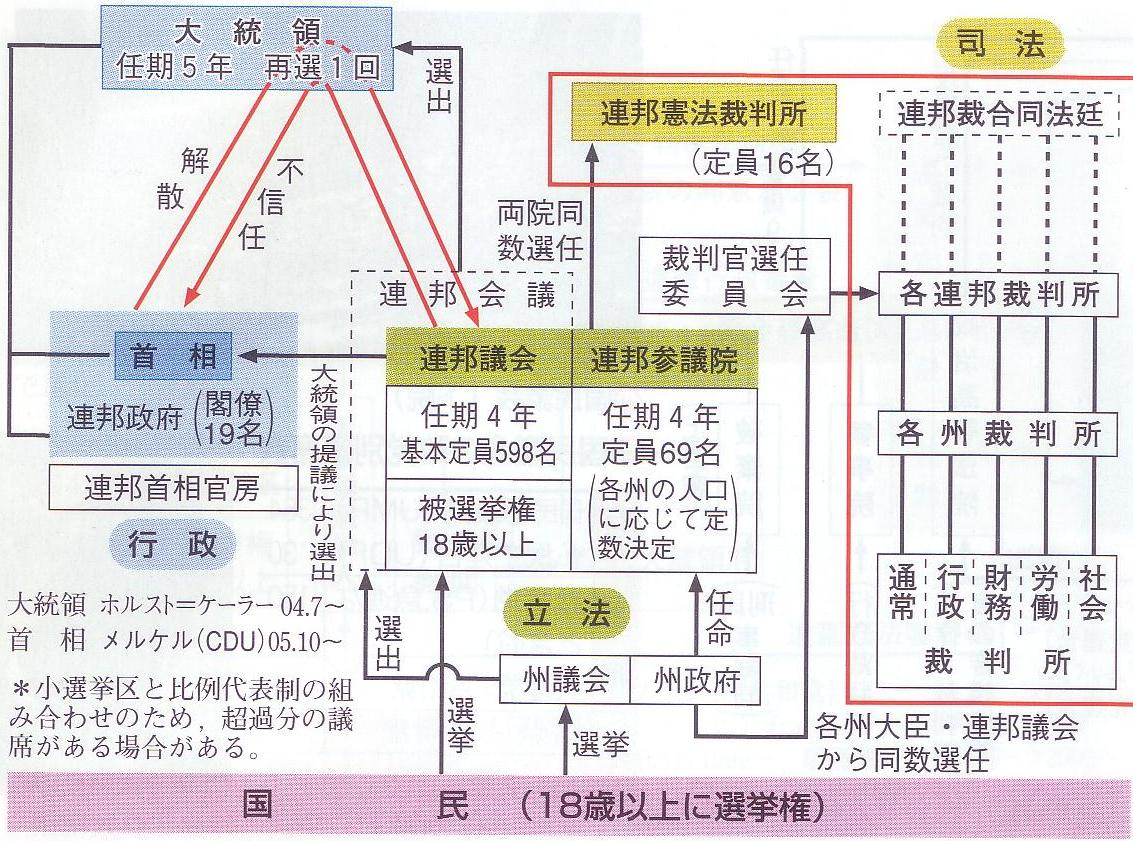
ドイツの政治機構の模式図

ドイツの政治（ドイツのせいじ）ではドイツ連邦共和国の政治について解説する。
憲法に当たるドイツ連邦共和国基本法が西ドイツ時代の1949年に制定された。当初は東ドイツとの統一までの仮称として「憲法  (Verfassung)」とは呼ばず、「基本法 (Grundgesetz)」と呼ぶこととされたが、東西ドイツが統一された現在も「憲法」と改められてはいない。
現在のドイツの政治目標として、ナチス・ドイツ時代の反省と、ワイマール共和国時代の教訓を基に、基本法第1章第20条で「民主的な福祉国家の建設」を定めている。

## 連邦制
ドイツ連邦共和国は連邦制を採用している。各州（Land ラント）には州議会と、州議会から選出される州首相および州の内閣がある。

## 議会

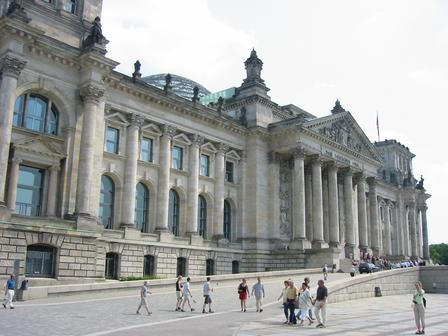
ベルリンの国会議事堂 (Reichstagsgebäude)

ドイツの立法府は独立した2つの議会を有する両院制で構成されている。
ドイツ連邦議会
下院。国民から小選挙区・比例代表（小選挙区比例代表併用制）の直接選挙で選ばれる。
連邦参議院
上院。各州政府の代表者で構成される。
また、有事などの緊急事態では両議会で構成される「合同委員会（Gemeinsamer Ausschuss）」が設置される。
ドイツでは、第二次世界大戦以前のナチスが国民投票・住民投票といった形で合法的に独裁を行ったことへの反省から、直接民主主義的要素を排除し、間接民主主義による政治を徹底して行っているのが特徴である。また、連邦議会での選挙では、ある一定の得票率（5%）あるいは小選挙区での議席(3議席以上)を得られないと連邦議会における比例代表の議席が配分されない仕組みを導入し、ヴァイマル共和国時代に見られた小政党乱立と極右・極左勢力の議席獲得を阻止している。

## 連邦大統領
連邦大統領は、ドイツ連邦議会の全議員と各州議会代表の選挙人とで構成される連邦会議において選出される。連邦大統領に故障があるとき、または任期満了前に空位となったときはドイツ連邦共和国基本法第57条により、連邦参議院議長がその権限を行使するとされている。なお、連邦大統領が空位となった際は、ドイツ連邦共和国基本法第54条により、連邦会議が遅くともその後30日以内に招集され、後任者が選出されることとなる。
国家元首としてその権能は儀礼的なものである。任期は5年。
連邦大統領には、連邦議会の解散権、連邦首相候補の提案権がある。
2010年5月31日、連邦大統領ホルスト・ケーラー（ドイツキリスト教民主同盟）が辞任し、連邦参議院議長イェンス・ベールンゼンが連邦大統領の職務権限を行使していたが、クリスティアン・ヴルフ（ドイツキリスト教民主同盟）が連邦大統領に就任した。2012年2月、ヴルフがニーダーザクセン州首相在職中に汚職事件に関与したとして、捜査が検察により本格化されたためにヴルフは辞任し、2代続けて任期途中で連邦大統領が辞任した。
2012年3月には旧東ドイツの反体制派牧師だった、無党派のヨアヒム・ガウクが連邦大統領に就任した。ガウクは統一ドイツとしては初の旧東ドイツ出身の連邦大統領である。

## 連邦首相
行政府の長である連邦首相は、連邦議会議員から選出され、内閣を組閣する議院内閣制を採っている。内閣は連邦政府（Bundesregierung）と呼ばれる。連邦首相の任期は4年である。
ドイツでは下院（連邦議会）に連邦首相に対する不信任決議権が認められている。法的効果の認められる不信任決議の対象となるのは連邦首相である（内閣に対するものではなく各大臣に対しては辞職を義務づける不信任決議制度は採用されていない）。この連邦首相に対する不信任の提出は、あらかじめその過半数で後任首相を選出した上で行う必要があり、連邦大統領に対して連邦首相の罷免を要請することが要件とされている（建設的不信任の制度、Konstruktives Misstrauensvotum）。
一方、連邦首相が提出した信任決議案が否決された場合には、連邦大統領は下院を解散することができるが、下院が過半数で別の連邦首相を選挙したときは解散権は消滅するとされている。このため、内閣が議会を解散して総選挙にもちこむためには、与党議員にわざと内閣信任決議案を否決させるという手を使うことになる。実際に2005年7月、野党の選挙準備が出来ていないうちに総選挙を実施しようと考えたゲアハルト・シュレーダー首相はこの方法を使って内閣信任決議を否決させたため、総選挙が実施されることになった。また2024年12月には前月に少数与党に転落したオラフ・ショルツ首相が事態を打開するため、同様の手法での議会解散と総選挙を試みている。しかし、憲法学者などからは、こうした手続きは違憲であるという声も出ている。
これはヴァイマル共和国時代に倒閣だけを目的とした内閣不信任が乱発された結果、後継首相も決まらず、政治が安定せず、ナチスの台頭を許してしまったことへの反省によるものである。「建設的不信任」が可決されたのは、1982年にヘルムート・シュミット政権が倒されたときの1回のみである。また、基本的に議会の解散がないので、長期安定政権を生み出しやすい。
ドイツ社会民主党のゲアハルト・シュレーダーは1998年から連邦首相を務めていたが、2005年9月の総選挙の結果、ドイツキリスト教民主同盟(CDU)およびキリスト教社会同盟(CSU)が第1会派となったため、CDU党首のアンゲラ・メルケルへと交代した。メルケルは2005年から政界を引退する2021年までSPD→FDP→SPDと連立相手を変えながら16年に及ぶ長期政権を維持した。2021年9月の総選挙ではCDU/CSUがSPDに敗れて第2会派となったため、SPDのオラフ・ショルツ率いるSPD・緑の党・FDPによる信号連立政権が成立した。

## 憲法裁判所
連邦憲法裁判所は、連邦議会と連邦参議院より選出し構成される。

## 主な政党
2017年9月現在連邦議会に議席を持つのは、以下の政党である。色は各党のシンボルカラー。1949年から2021年までの間に連邦議会で第一会派となったのはCDU/CSUとSPDのみであり、連邦首相もCDUとSPDからしか出ていない。
- ■左翼党（Linke） - 旧東ドイツにおける支配政党ドイツ社会主義統一党の後身である社会主義政党民主社会党が左翼党-民主社会党へ改称した上、SPDを離党した議員と2005年に政党連合「左翼党」を構成し、さらに2007年には政党連合を統一政党へと発展させて左翼党を結成した。極左とも呼ばれる。
- ■ザーラ・ワーゲンクネヒト同盟（BSW） - 2024年1月8日に、左翼党から分離する形で独立。ウクライナ侵攻を巡って左翼党がウクライナ支援に賛成したことに反発して離党したザーラ・ワーゲンクネヒトらによって設立された。
- ■ドイツ社会民主党（SPD） - 19世紀からの伝統を持つ中道左派の社会民主主義政党。
- ■同盟90/緑の党 （B90/Grünen） - 環境主義政党緑の党と旧東ドイツにおける民主社会主義政党同盟90が合併して成立した中道政党。1998年から2005年までSPDと赤緑連合を構成した。
- ■自由民主党（FDP） - 自由主義政党。1949年以来長らく連邦議会のキャスティング・ボートを握る「要の党」としてCDU/CSUないしはSPDと連立政権を構成した。2013年の連邦議会選挙で阻止条項を下回って連邦議会における全議席を失った。2017年の連邦議会選挙で議席を回復。
- ■ドイツキリスト教民主同盟（CDU） - ワイマール共和国時代におけるカトリック政党である中央党の流れを汲む中道右派のキリスト教民主主義政党。
- ■バイエルン・キリスト教社会同盟（CSU） - ワイマール共和国時代における地域政党であるバイエルン人民党の流れを汲む保守主義政党。CDUと統一会派を構成し、バイエルン州で活動する。
- ■ドイツのための選択肢（AfD） - ユーロ圏離脱を掲げ、2013年に結成した。2017年の連邦議会選挙で議席を獲得。極右とも呼ばれる。

実現しなかったものを含め、連立会派の愛称としてこれらの色から連想した名称をつけることがある。たとえばSPD・FDP・B90/Grünenの「信号連立」(独: Ampelkoalition、赤・黄・緑、2021年12月発足）、CDU/CSU・FDP・B90/Grünenの「ジャマイカ連立」（ジャマイカの国旗の配色＝黒・黄・緑からの連想、実現せず）、CDU/CSU・SPD・FDPの「ドイツ連立」（独: Deutschland-Koalition、ドイツの国旗の配色からの連想、別名「黒・赤・黄連立」）などである。
ドイツにおける政党制の詳細についてはドイツの政党を参照。　